# Комесар
Комесар (од латинског: commissarius = повереник, заступник, од глагола: commissare  = слати , поверити ) је назив за званичну особу са посебним пуномоћима, којој је поверен неки задатак (обично привремен). Данашње значење се најчешће веже уз политичког комесара у војскама социјалистичких земаља од руског: комиссар, који је означавао високог официра-повереника за идеологију.
Назив комесар је пуно старији и постоји и у другим језицима попут француског: Commissaire, немачког: Kommissar, италијанског: Commissario.
У англосаксонском свету постоје две речи за термин комесар ;  (који би одговарао руском значењу те речи: комесар - политички повереник) и Commissioner (која означава члана неке комисије или високог владиног функционера коме је поверен неки посебан задатак; они тим изразом преводе и немачке, француске и италијанске комесаре (који су обично полицијски функционери).
У земљама Комонвелта Високи комесар је еквивалент за амбасадора. У неким британским колонијалним поседима Високи комесар био је мандатор круне који је управљао повереним му подручјем
Комесар је титула која се понекад даје високим функционерима у приватном сектору. На пример, то је чест назив у многим северноамеричким спортским лигама.

## Историјат
Први комесари појавили су се у 18. веку у војскама италијанских република. То су биле најамничке војске, а комесари (повереници) су имали задатак да проверавају верност војника и њихових заповедника према послодавцу.
Касније су комесари, као повереници за посебне задатке, почели да се појављују најчешће у кризним ситуацијама, у правилу за време револуција и грађанских ратова, попут Француске револуције у револуционарној војсци. Комесари су постојали и у америчкој војсци током Америчког рата за независност. Комесари су надзирали оданост заповедника војних јединица америчких колониста, као и политички и борбени морал војника.
Комесаре је први у Русију увео цар Петар I као царске намештенике са посебним овластима.
Комесари су поновно заживели у Царској Русији за време Привремене владе Керенског (Временное правительство России) (15. март - 14. септембар 1917) као високи владини намештеници за поједине губерније. Но комесари су постали славни тек од утемељења совјетске тајне полиције Чека где су били високи официри с посебним овлаштењима и у војним јединицама Црвене армије за време Руског грађанског рата. Припадници Белог покрета су своје противнике звали бољшевици и комесари.

## Комесари Совјетског Савеза

### Народни комесар
Народни комесар  (које су Руси скраћено звали нарком) био је високи владин функционер из Совјета народних комесара (Совет народных коммиссаров СССР). Они су се први пут појавили у влади Руске СФСР као замена за омражени буржоаски израз министар, а након тога су и остале совјетске републике усвојиле ту праксу.
Народни комесари и Народни комесаријати су преименовани (укинути) у стара имена министар и министарство 1946. указом Врховног совјета СССР-а.

### Политички комесар
Први који су увели политичке комесаре  (поверенике за политичка питања) били су француски револуционари током Француске револуције (1789—1799), који су на тај начин хтели да сузбију противреволуционарне покрете и идеологије унутар сопствене војске, и тако обезбеде победу Републиканаца.
Политички комесар је био високо позиционирани официр у штабу веће војне јединице, који је заједно са заповедником руководио јединицом. Они су били постављани од стране комунистичке партије због политичке и идеолошке контроле. Ниједна заповед формално није могла бити спроведена док је претходно нису одобрили заповедник и комесар. За комесаре су често постављани људи који нису имали никакво војно образовање, али су они и поред тога заузимали изузетно високе војне и посебно политичке положаје. Комесар је заправо имао веће овласти и од свог заповедника; уколико је посумњао у његову оданост, могао га је сменити и по потреби ухапсити.
Након великих и тешких пораза која је претрпела Црвена армија 1942, ова политичка заповедна линија је укинута, па су политички комесари остали једино по пуковима и то као повереници за политичка питања и на нивоу армија које су имале Војне совјете у које су слани и политички комесари заједно с највишим официрима.

### Војни комесар
Војни комесар  или воинком (рус. военком), био је службеник на челу војног комесаријата, подручних канцеларија које су се бавиле питањима мобилизације.

### Комесари у НКВД
Све до краја 1930-их, припадници Народне Милиције и Унутрашње војске министарства унутрашњих послова (НКВД) нису имали никаквих званичних чинова и служили су се неким интерним правилима уместо уобичајене хијерархије. Од 1935. Милиција је утемељила свој посебни систем чинова, који је у много чему био преслик војних.
Тај систем је применила и новоутемељена тајна полиција Главна управа државне безбедности (ГУГБ, Главное управление государственной безопасности) од 1934. до 1943, иако су они за највише официре применили комесарске чинове уместо милицијских назива инспектор и директор.
Од 1943. Милиција је прешла на нови систем чинова по узору на Црвену армију. Уместо дотадашњих генералских чинова, почели су да се користе називи Комесар Милиције 3, 2, и 1. реда, иако су они по узору на војску имали стандардне чинове генерал-мајор, генерал-лајтнант и генерал-пуковник са припадајућим ознакама на униформи (еполетама). Ти комесарски чинови замењени су стандардним генералским 1975. године.

## Политички комесари у Југославији (НОВЈ)
Одлука о увођењу политичких комесара у штабове партизанских јединица донесена је истовремено кад и одлука о подизању устанка, 4. јула 1941. године.
У Билтену Главног штаба Народноослободилачких партизанских одреда Југославије од 10. августа 1941. године, под тачком 15. каже се да је потребно да се штабови и заповедници партизанских одреда побрину за проверене и добре заповеднике и политичке комесаре.
На саветовању у Столицама септембра 1941. године утврђена је структура и организација Главних штабова, Штабова партизанских одреда и нижих заповедништва. Политички комесари су од тада постали обавезни од Главног штаба до штабова свих нижих постројби - до чете. На тај начин је уведено колективно руководство, тако да су штабови од тада углавном имали састав од четири особе: командант, политички комесар, заменик команданта и помоћник политичког комесара.
Политички комесари и њихови помоћници све до 24. априла 1944. године нису имали официрске чинове. Тада је Врховни штаб НОВ и ПОЈ донео Уредбу о звањима политичких комесара и њихових помоћника, који су добили одговарајуће рангове равне чиновима заповедника и њихових заменика.
Политички комесари, задржани су у организацији Југословенске армије и након завршетака Другог светског рата, све до 1. јуна 1953. године, када су укинути наредбом Врховног команданта ЈНА, маршала Јосипа Броза Тита.

## Комесари у осталим земљама
Комесари су постојали и у мађарској Црвеној армији током социјалистичке револуције 1919. године, као и за кинеске револуције. Они су постојали и у шпанској републиканској армији. Током Другог светског рата функције комесара уведене су у партизанским јединицама; Албаније, Бугарске, Италије, а касније и у Грчкој (ЕЛАС), Кореји и Алжиру.

## Остала значења
Назив Commissary (Комесар) постоји и данас у Британским оружаним снагама и Војсци Сједињених Америчких Држава: то је официр задужен за логистику и потпору војске који опскрбљује комесаријат (commissariat).
Високи комесар (фр. Haut commissair) био је повереник Лиге народа за Данцинг између два светска рата. И данас међународне организације попут Уједињених нација имају тај назив за своје поверенике за посебне задатке.